# Jean Lebrau
Jean Lebrau, né le 20 octobre 1891 à Moux (Aude) où il est mort le 11 octobre 1983, est un poète et écrivain français.

## Biographie
Initié à la poésie par son compatriote Henry Bataille, Jean Lebrau a eu une carrière professionnelle anodine : attaché à Genève au consulat de France, attaché à la préfecture de l'Aude à Carcassonne, il était également propriétaire-viticulteur. Après une rencontre en Béarn avec Francis Jammes, le poète de Hasparren, fort de l'amitié de Joë Bousquet, de Joseph Peyré et de François-Paul Alibert, Jean Lebrau entre en poésie et devient le poète de la montagne d'Alaric, des vignes et du vin des Corbières. Il est élu mainteneur de l'Académie des Jeux floraux en 1942. Il laisse une production importante, pleine de finesse empreinte de sensualité. Jean Lebrau repose dans le cimetière de Moux,.

## Distinctions

### de l'Académie française
- Prix Archon-Despérouses, 1925, Témoignage
- Prix Jules-Davaine, 1935, Image de l'Aude
- Prix Juliette-de-Wils, 1944, Sous le Signe d'Octobre
- Prix Georges Dupau, 1951
- Prix Sully-Prudhomme, 1955, Couleur de cèpe et de colchique
- Prix d’Académie, 1959, Le feu des sarments
- Prix Jean-Marc-Bernard, 1963, Au Secret des Pierres
- Prix Pierre-de-Régnier, 1966
- Grand prix de poésie de l'Académie française, 1968, Ensemble de son œuvre poétique
- Prix Henri-Mondor, 1974, Ensemble de son œuvre

## Postérité
Une rue porte son nom à Moux, Foncouverte, Comigne et Lézignan-Corbières ainsi qu'une place à Saissac dans l'Aude.

## Œuvres
Poésie
- L'humble levée. La Voix de Là-Bas (Crès, 1914)
- Le Cyprès et la Cabane (Au Divan, 1922)
- Le Ciel sur la Garrigue (Librairie de France, 1924) - Prix de la Pléiade
- Témoignage (Pigeonnier, 1925)
- La Rumeur des Pins (Garnier, 1926)
- Couleur de Vigne et d'Olivier (Garnier, 1929)
- Béarn (La Herrade, 1931)
- Quand la Grappe mûrit (Garnier, 1932)
- D'une Amère Flore (Peyre, 1936)
- Poèmes du Cabardès (1941)
- Sous le Signe d'Octobre (La Nouvelle Édition, 1943)
- Ellébore (Seghers, 1952)
- Impasse du Romarin (Gallimard, 1953)
- Couleur de Cèpe et de Colchique (La Nef de Paris, 1954)
- Le Feu des Sarments (Subervie, 1958)
- Corbières (Gallimard, 1959)
- Au Secret des Pierres (Gallimard, 1962)
- Florilège (L'amitié par le Livre)
- Vallée Heureuse (Subervie, 1965)
- Du Cyprès tourne l'Ombre (Aubanel, 1966)
- Au Vent du Soir (Aubanel, 1968)
- Jour après jour (Rougerie, 1972)

Prose
- Images de Moux (le Divan, 1926)
- Images de l'Aude (HG Peyre, 1934, réédité en 2003)
- Au pays qui te ressemble (1943)
- Ceux du Languedoc (Horizons de France, 1946)
- Ce pays où l'ombre est un besoin (Dehan, 1950)
- Diurnal I (Subervie, 1967) prix du journal intime
- Diurnal II (Rougerie, 1971)
- Diurnal III (Rougerie, 1975)